# ویتنی جونز
 ویتنی جونز (انگلیسی: Whitney Jones؛ زاده ۱۱ اوت ۱۹۸۶) یک تنیس‌باز اهل ایالات متحده آمریکا است. 